# Karen Hildebrandt
Karen Hildebrandt, född 18 augusti 1899, död 3 november 1948, var en dansk poet. Hon debuterade 1925 då hennes första dikter publicerades i Fyns Tidende. Först tio år senare debuterade hon i bokform med diktsamlingen Digte. Därefter utgav hon med jämna mellanrum följande fyra diktsamlingar: Til en Ven (1937), Renaissance (1942), Nye Digte (1945) och slutligen Udvalgte Digte (1949) som utgavs kort efter hennes död. Dikten Glæde från hennes första diktsamling publicerades i diktsamlingen Danske lyriske digte (1956).